# Santa Ana del Táchira
Santa Ana del Táchira é uma cidade venezuelana, capital do município de Córdoba (Táchira).